# 刘训 (后唐)
刘训（9世纪—932年1月14日），字遵范，隰州永和人。五代十国时期后唐武将。曾被赐名李绍珙。

## 生平

### 早期仕途
出身军中，最初效力河东节度使李克用为马军队长，渐升至散将。护国节度使王重盈死后，其子保义军节度使王珙、侄行军司马王珂争夺护国军，其中王珂是李克用的女婿并最终继任为节度使。李克用派史俨攻保义军军部陕州，刘训随史俨前去。静难军节度使王行瑜逼宫，李克用讨伐他，以刘训为前锋。后来刘训效力王珂为牙将。

### 降梁复归
天复元年（901年）二月，王珂被宣武军节度使朱全忠所迫想出奔，但浮桥坏了，黄河被冰堵塞，行船很难，王珂率其族数百人想乘夜登舟，亲自告谕守城者，他们都不回应。刘训夜半到王珂卧室门口，王珂叱责他是否要反，刘训解衣露出手臂说：“公一旦怀疑，训请求断臂自明。”王珂向他问计，他说人情纷扰，如果夜出过河，必因争舟产生纷乱，只要有一人发难，后果难以预料，不如暂且投降朱全忠。王珂同意了。刘训随他投降。
后来朱全忠代唐建立后梁，刘训为隰州防御都将。乾化二年（912年）十二月，杀隰州刺史，率郡归顺李克用之子和继承人晋王李存勖，被任为瀛州刺史。

### 效力后唐
后来李存勖建立后唐，灭后梁，史称庄宗。同光初年，刘训被赐名李绍珙，拜左监卫大将军。二年（924年）七月，以郓州副使被任为山南东道节度使留后。三年（925年）八月，授山南东道节度使。四年（926年）四月，洛阳发生兴教门之变，李绍珙因私忿族灭节度副使胡装，诬告他图谋作乱，闻者冤之。

#### 伐荆无功
天成元年（926年）六月，起复为山南东道节度使，并恢复本名刘训。八月，加检校太傅。二年（927年）二月，荆南节度使高季兴叛，诏刘训充南面行营招讨使，知荆南行府事，率兵马都监康福等步骑四万讨伐。当时占据湖南的楚国王马殷请求以水师相会，三月唐军到荆渚时，楚国都指挥使许德勋等率领的水军才到岳州，对刘训承诺以军储弓甲之类相助，但久后并没有送到。高季兴坚壁不战，求救于吴，吴国遣水军援之。荆渚地势低下潮湿，江陵又下了很久的雨，渐渐积水成涝，粮运不继，人多染疾疫，四月，刘训也病了。刘训本无将略，人们苦之。因刘训染病，枢密使孔循奉命去视察战况，到后，得到襄州小校所献竹龙之术，造竹龙二道直到城下，也没能成功。于是五月奉诏罢兵，令将士劫掠居民而回。诏刘训赴阙，六月，刘训因作战无功被问责降授检校右仆射、守檀州刺史，七月又有诏流放他于濮州安置。

#### 后期仕途
天成三年（928年）二月，起用为右龙武大将军，八月授建雄军节度使、检校太傅，长兴元年（930年）移镇彰武军。二年（931年）十二月卒，当日朝廷为之废朝，赠太尉。

## 评价
- 《旧五代史》史臣曰：故（安）金全而下，咸以军旅之功，坐登籓阃之位，垂名简册，亦可贵焉。[1]